# Špela Kern
Špela Kern, née le 24 février 1990 à Ljubljana, est une coureuse cycliste slovène. 

## Biographie
Présente sur le podium du championnat de Slovénie sur route depuis 2013, elle fait partie de l'équipe de Slovénie aux championnats du monde sur route de 2013, 2014, 2017, 2018.

## Palmarès

### Par année
- 2013
  - 2e du championnat de Slovénie sur route
- 2014
  - 3e du championnat de Slovénie sur route
- 2015
  - 3e du championnat de Slovénie sur route
- 2016
  - 3e du championnat de Slovénie sur route
- 2017
  - 2e du championnat de Slovénie sur route
- 2018
  - 3e du championnat de Slovénie sur route
- 2020
  - 2e du championnat de Slovénie sur route
- 2021
  - 3e du championnat de Slovénie sur route
- 2022
  - 2e du championnat de Slovénie sur route

### Résultats sur les grands tours

#### Tour de France
2 participations
- 2023 : non-partante (3e étape)
- 2024 : abandon (5e étape)

#### Tour d'Italie
3 participations
- 2014 : 54e
- 2015 : 26e
- 2020 : abandon (9e étape)

#### Tour d'Espagne
1 participation
- 2025 : abandon (5e étape)

### Classements mondiaux
| Année                                 | 2013 | 2014 | 2015 | 2016 | 2017 | 2018 | 2019 | 2020 | 2021 | 2022 | 2023 | 2024 |
| ------------------------------------- | ---- | ---- | ---- | ---- | ---- | ---- | ---- | ---- | ---- | ---- | ---- | ---- |
| Classement UCI                        | 275e | 210e | 238e | 452e | 412e | 500e | 554e | 117e | 118e | 221e | 204e | 432e |
| UCI World Tour                        |      |      |      | nc   | nc   | 254e | 234e | nc   | 114e | 155e | 171e | 296e |
|                                       |      |      |      |      |      |      |      |      |      |      |      |      |
| Légende : nc = non classéSource : UCI |      |      |      |      |      |      |      |      |      |      |      |      |